# Den tynde røde linje (film fra 1998)
 For alternative betydninger, se Den tynde røde linje. (Se også artikler, som begynder med Den tynde røde linje)
Den tynde røde linje (originaltitel: The Thin Red Line) er en krigsfilm fra 1998. Filmen fortæller historien om amerikanske troppers kampe i slaget om Guadalcanal under 2. verdenskrig. Den er instrueret af Terrence Malick og er hans første film efter tyve års fravær på filmscenen.
Filmen er bygget på romanen The Thin Red Line af James Jones, men afviger på mange punkter fra denne. Malick skrev selv filmmanuskriptet, og filmen inkluderer mange stjerneskuespillere i mindre biroller, mens flere af hovedrollerne blev spillet af ukendte skuespillere. Filmens medvirkende inkluderer blandt andre Sean Penn, Adrien Brody, James Caviezel, Ben Chaplin, George Clooney, John Cusack, Woody Harrelson, Elias Koteas, Jared Leto, Dash Mihok, Tim Blake Nelson, Nick Nolte, John C. Reilly, Nick Stahl, John Travolta og John Savage.